# Anton Fest
Anton Oskar Franz Fest, född 29 december 1908 i Limburg an der Lahn, död 27 januari 1998 i Aachen, var en tysk promoverad jurist och SS-Obersturmbannführer. Han var 1942–1943 polisattaché i Köpenhamn. Mellan 1943 och 1945 var Fest befälhavare för Einsatzkommando 11a inom Einsatzgruppe E, en mobil insatsgrupp som hade till uppgift att mörda judar och bekämpa partisaner i Kroatien. Fests insatskommando opererade i området kring Sarajevo. Fest var därjämte kommendör för Sicherheitspolizei (Sipo) och Sicherheitsdienst (SD) i Sarajevo.